# اینس ریورو
ماریا اینس ریورو (به آرژانتینی María Inés Rivero) متولد ۷ ژوئن ۱۹۷۵، یک مدل آرژانتینی می‌باشد. وی یکی از "فرشته‌های" سابق کمپانی ویکتوریا سیکرت بود و تصویر وی بر روی جلد چندین مجله از جمله ووگ چاپ شده است.